# Département de Río Cuarto
Le département de Río Cuarto est une des 26 subdivisions de la province de Córdoba, en Argentine. Son chef-lieu est la ville de Río Cuarto.
Le département a une superficie de 18 394 km2. Sa population s'élevait à 229 728 habitants au recensement de 2001.

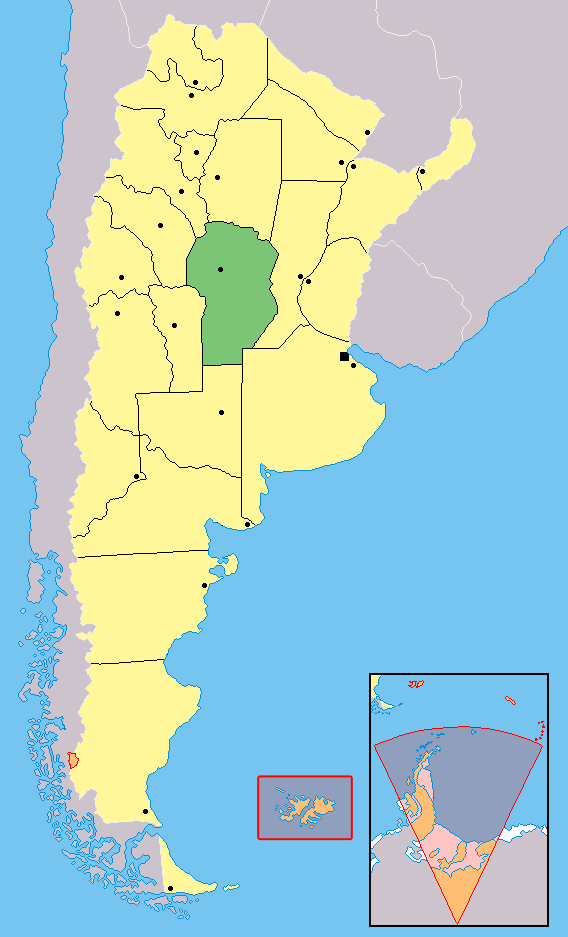
Localisation de la province de Córdoba en Argentine.